# Família Arzerúnio
Arzerúnio (em latim: Arzerunius) ou Arcruni (em armênio/arménio: Արծրունի; romaniz.: Artsruni) eram membros de uma família nobre armênia, que ganhou importância no século VIII antes de governarem no Reino de Vaspuracânia de 908 a 1021.

## História

Expansão do território dos Arzerúnio

Segundo o historiador armênio Moisés de Corene, eles descendem de antigos reis da Assíria, alegação que compartilham com a família Genúnio. O historiador e genealogista Cyril Toumanoff favorece uma origem orôntida da família Arzerúnio. James Russell propôs que o nome dos Arzerúnios deriva da palavra urartiana artsibini (águia) que sobreviveu no armênio como artsiv (արծիվ). A águia foi o animal totêmico dos Arzerúnios e numa lenda, preservada por Moisés de Corene, seu progenitor é mencionado como tendo sido abandonado quando criança, mas foi resgatado por uma águia.
Pensa-se que o primeiro Arzerúnio foi Mitrobarzanes que, em 69 a.C., era vice-rei de Tigranes, o Grande (r. 95–55 a.C.) em Sofena. Originalmente, o reduto deles eram os principados montanhosos de Albace Menor e Albace Maior (que englobava os cantões de Albace Maior, Culanovita, Gasricana, Tancriana e Varasnúnia) mas se aproveitaram do desaparecimento no século IV dos Restúnios e em 451 dos Eruandunis, de modo que ca. 500, seus bens já cobriam o núcleo do futuro Reino de Vaspuracânia e isso os colocou dentre as quatro principais famílias armênias, ao lado dos Mamicônio, Bagratúnio e Siunis.
O mais antigo Arzerúnio conhecido é Vache I, morto com sua família por ordem do rei Tigranes VII (r. 339–350), devido sua participação na revolta de Zora Restúnio. Apenas um filho, Savaspes, sobreviveu graças a Artavasdes II e Vasaces I, tendo se casado com uma filha do último. Seu filho, Meruzanes I, foi nomeado governador da Armênia em 363, mas traiu seu país convocando o xá Sapor II (r. 309–379).